# (12315) 1992 FA2
(12315) 1992 FA2 là một tiểu hành tinh vành đai chính. Nó được phát hiện bởi Seiji Ueda và Hiroshi Kaneda ở Kushiro, Hokkaidō, Nhật Bản, ngày 28 tháng 3 năm 1992.